# Liste des monuments historiques de l'Ain
Cet article recense les monuments historiques de l'Ain, en France.
- Pour les monuments historiques de la commune de Belley, voir la Liste des monuments historiques de Belley
- Pour les monuments historiques de la commune de Bourg-en-Bresse, voir la liste des monuments historiques de Bourg-en-Bresse
- Pour les monuments historiques de la commune de Pérouges, voir la liste des monuments historiques de Pérouges
- Pour les monuments historiques de la commune de Trévoux, voir la liste des monuments historiques de Trévoux

## Statistiques
Au 21 juillet 2025, l'Ain compte 391 édifices comportant au moins une protection au titre des monuments historiques, dont 141 sont classés et 262 sont inscrits. Le total des monuments classés et inscrits est supérieur au nombre total de monuments protégés car plusieurs d'entre eux sont à la fois classés et inscrits.
Le graphique suivant résume le nombre d'actes de protection par décennies (ou par année avant 1880) :

## Liste
| Monument                                                 | Commune                           | Adresse                                                 | Coordonnées                                             | Notice                                                  | Protection                                              | Date                                                    | Illustration                                            |
| -------------------------------------------------------- | --------------------------------- | ------------------------------------------------------- | ------------------------------------------------------- | ------------------------------------------------------- | ------------------------------------------------------- | ------------------------------------------------------- | ------------------------------------------------------- |
| Vieux Bourg                                              | L'Abergement-Clémenciat           | Le Château                                              | 46° 09′ 31″ nord, 4° 55′ 09″ est                        | « PA00132969 »                                          | Classé Inscrit                                          | 1994 2015                                               | Vieux Bourg                                             |
| Château des Allymes                                      | Ambérieu-en-Bugey                 |                                                         | 45° 58′ 25″ nord, 5° 24′ 37″ est                        | « PA00116288 »                                          | Classé Inscrit Classé                                   | 1960 1967 1993                                          | Château des Allymes                                     |
| Château de Saint-Germain                                 | Ambérieu-en-Bugey                 |                                                         | 45° 56′ 55″ nord, 5° 22′ 35″ est                        | « PA01000045 »                                          | Inscrit                                                 | 2017                                                    | Château de Saint-Germain                                |
| Maison-forte de Saint-Germain                            | Ambérieu-en-Bugey                 |                                                         | 45° 58′ 25″ nord, 5° 24′ 37″ est                        | « PA00116289 »                                          | Inscrit                                                 | 1984                                                    | Maison-forte de Saint-Germain                           |
| Château d'Ambérieux-en-Dombes                            | Ambérieux-en-Dombes               |                                                         | 45° 59′ 50″ nord, 4° 54′ 11″ est                        | « PA00116290 »                                          | Classé Inscrit                                          | 1905 2019                                               | Château d'Ambérieux-en-Dombes                           |
| Abbaye Notre-Dame d'Ambronay                             | Ambronay                          |                                                         | 46° 00′ 24″ nord, 5° 21′ 42″ est                        | « PA00116291 »                                          | Classé Inscrit Classé Inscrit                           | 1889 1905 1928 1964 1991 1992 2014                      | Abbaye Notre-Dame d'Ambronay                            |
| Bastide de Gironville                                    | Ambronay                          |                                                         | 46° 00′ 47″ nord, 5° 20′ 03″ est                        | « PA00125733 »                                          | Classé                                                  | 1993                                                    | Bastide de Gironville                                   |
| Château d'Andert                                         | Andert-et-Condon                  |                                                         | 45° 46′ 55″ nord, 5° 39′ 47″ est                        | « PA00116603 »                                          | Inscrit                                                 | 1990                                                    | Château d'Andert                                        |
| Château d'Anglefort                                      | Anglefort                         |                                                         | 45° 54′ 48″ nord, 5° 48′ 46″ est                        | « PA00116292 »                                          | Inscrit                                                 | 1974                                                    | Château d'Anglefort                                     |
| Église Saint-Laurent                                     | Arbent                            |                                                         | 46° 17′ 45″ nord, 5° 40′ 57″ est                        | « PA00116293 »                                          | Inscrit                                                 | 1988                                                    | Église Saint-Laurent                                    |
| Basilique d'Ars                                          | Ars-sur-Formans                   |                                                         | 45° 59′ 34″ nord, 4° 49′ 25″ est                        | « PA00116294 »                                          | Classé                                                  | 1982                                                    | Basilique d'Ars                                         |
| Presbytère du curé d'Ars                                 | Ars-sur-Formans                   |                                                         | 45° 59′ 35″ nord, 4° 49′ 19″ est                        | « PA00116295 »                                          | Inscrit                                                 | 1966                                                    | Presbytère du curé d'Ars                                |
| Chartreuse d'Arvières                                    | Arvière-en-Valromey               | Lochieu                                                 | 45° 55′ 54″ nord, 5° 45′ 34″ est                        | « PA00132938 »                                          | Classé                                                  | 1995                                                    | Chartreuse d'Arvières                                   |
| Enceinte de Bâgé-le-Châtel                               | Bâgé-le-Châtel                    |                                                         | 46° 18′ 27″ nord, 4° 55′ 52″ est                        | « PA00116297 »                                          | Inscrit                                                 | 1929                                                    | Enceinte de Bâgé-le-Châtel                              |
| Hôpital-hospice de Bâgé-le-Châtel                        | Bâgé-le-Châtel                    | Rue Condamnale                                          | 46° 18′ 26″ nord, 4° 55′ 48″ est                        | « PA00116298 »                                          | Inscrit                                                 | 1980                                                    | Hôpital-hospice de Bâgé-le-Châtel                       |
| Chapelle d'Épaisse                                       | Bâgé-Dommartin                    | L'Épaisse, Bâgé-la-Ville                                | 46° 18′ 58″ nord, 4° 59′ 34″ est                        | « PA00116296 »                                          | Inscrit                                                 | 1982                                                    | Chapelle d'Épaisse                                      |
| Ferme de Bevay                                           | Beaupont                          |                                                         | 46° 26′ 52″ nord, 5° 14′ 46″ est                        | « PA00116299 »                                          | Inscrit                                                 | 1944                                                    | Ferme de Bevay                                          |
| Église Saint-François-d'Assise                           | Beauregard                        | Place Jean-Moulin                                       | 46° 00′ 03″ nord, 4° 45′ 08″ est                        | « PA01000001 »                                          | Inscrit                                                 | 1996                                                    | Église Saint-François-d'Assise                          |
|                                                          | Belley                            | Voir Liste des monuments historiques de Belley          | Voir Liste des monuments historiques de Belley          | Voir Liste des monuments historiques de Belley          | Voir Liste des monuments historiques de Belley          | Voir Liste des monuments historiques de Belley          | Voir Liste des monuments historiques de Belley          |
| Chartreuse de Portes                                     | Bénonces                          |                                                         | 45° 51′ 48″ nord, 5° 28′ 58″ est                        | « PA00116312 »                                          | Inscrit                                                 | 1947                                                    | Chartreuse de Portes                                    |
| Manoir de Marmont                                        | Bény                              |                                                         | 46° 18′ 46″ nord, 5° 16′ 27″ est                        | « PA00116616 »                                          | Inscrit                                                 | 1992                                                    | Manoir de Marmont                                       |
| Église Saint-Martin                                      | Bey                               | Allée de l'Église                                       | 46° 12′ 41″ nord, 4° 50′ 55″ est                        | « PA00116313 »                                          | Inscrit                                                 | 1945                                                    | Église Saint-Martin                                     |
| Église Saint-Clair                                       | Biziat                            | Route de Rétissinge                                     | 46° 13′ 02″ nord, 4° 56′ 39″ est                        | « PA00116314 »                                          | Inscrit                                                 | 1947                                                    | Église Saint-Clair                                      |
| Ferme de Layat                                           | Boissey                           | Layat                                                   | 46° 22′ 09″ nord, 4° 59′ 28″ est                        | « PA00116315 »                                          | Classé                                                  | 1936                                                    | Ferme de Layat                                          |
| Château de Bouligneux                                    | Bouligneux                        |                                                         | 46° 01′ 27″ nord, 4° 59′ 28″ est                        | « PA00116316 »                                          | Inscrit                                                 | 1926                                                    | Château de Bouligneux                                   |
| Église Saint-Marcel                                      | Bouligneux                        |                                                         | 46° 01′ 22″ nord, 4° 59′ 26″ est                        | « PA00116317 »                                          | Inscrit                                                 | 2008                                                    | Église Saint-Marcel                                     |
|                                                          | Bourg-en-Bresse                   | Voir Liste des monuments historiques de Bourg-en-Bresse | Voir Liste des monuments historiques de Bourg-en-Bresse | Voir Liste des monuments historiques de Bourg-en-Bresse | Voir Liste des monuments historiques de Bourg-en-Bresse | Voir Liste des monuments historiques de Bourg-en-Bresse | Voir Liste des monuments historiques de Bourg-en-Bresse |
| Chapelle de Châtillon-de-Cornelle                        | Boyeux-Saint-Jérôme               |                                                         | 46° 02′ 37″ nord, 5° 28′ 00″ est                        | « PA00116347 »                                          | Inscrit                                                 | 1986                                                    | Chapelle de Châtillon-de-Cornelle                       |
| Église de Boyeux-Saint-Jérôme                            | Boyeux-Saint-Jérôme               |                                                         | 46° 01′ 08″ nord, 5° 27′ 33″ est                        | « PA00116348 »                                          | Inscrit                                                 | 1926                                                    | Église de Boyeux-Saint-Jérôme                           |
| Grotte de Lievrin                                        | Brégnier-Cordon                   |                                                         | 45° 38′ 20″ nord, 5° 37′ 42″ est                        | « PA00116350 »                                          | Classé                                                  | 1913 2011                                               | Grotte de Lievrin                                       |
| Aqueduc romain de Briord                                 | Briord                            |                                                         | 45° 47′ 18″ nord, 5° 27′ 55″ est                        | « PA00116351 »                                          | Classé                                                  | 1904                                                    | Aqueduc romain de Briord                                |
| Château de Saint-André                                   | Briord                            |                                                         | 45° 46′ 27″ nord, 5° 28′ 44″ est                        | « PA00116352 »                                          | Classé                                                  | 1862                                                    | Château de Saint-André                                  |
| Église Saint-Martin                                      | Buellas                           |                                                         | 46° 12′ 34″ nord, 5° 07′ 55″ est                        | « PA00116353 »                                          | Inscrit                                                 | 1926                                                    | Église Saint-Martin                                     |
| Chapelle Saint-Laurent                                   | Ceignes                           | Étables                                                 | 46° 07′ 34″ nord, 5° 29′ 04″ est                        | « PA00116354 »                                          | Inscrit                                                 | 1943                                                    | Chapelle Saint-Laurent                                  |
| Cuivrerie                                                | Cerdon                            | Rue de la Cuivrerie                                     | 46° 04′ 42″ nord, 5° 28′ 14″ est                        | « PA01000037 »                                          | Inscrit                                                 | 2013                                                    | Cuivrerie                                               |
| Château d'Épierre                                        | Cerdon                            | Chemin d'Épierre                                        | 46° 03′ 39″ nord, 5° 28′ 13″ est                        | « PA00116355 »                                          | Inscrit                                                 | 2005                                                    | Château d'Épierre                                       |
| Maison au lieu-dit la Suisse                             | Cerdon                            | La Suisse                                               | 46° 04′ 44″ nord, 5° 28′ 15″ est                        | « PA00116356 »                                          | Inscrit                                                 | 1950                                                    | Maison au lieu-dit la Suisse                            |
| Moulin à farine de Cerdon                                | Cerdon                            | rue René-Lyot                                           | 46° 04′ 51″ nord, 5° 27′ 58″ est                        | « PA01000041 »                                          | Inscrit                                                 | 2015                                                    | Moulin à farine de Cerdon                               |
| Château de Genoud                                        | Certines                          | Genoud                                                  | 46° 07′ 33″ nord, 5° 16′ 03″ est                        | « PA01000018 »                                          | Inscrit                                                 | 2006                                                    | Château de Genoud                                       |
| Maison Bolli                                             | Chalamont                         | Rue de l'Hôpital                                        | 45° 59′ 47″ nord, 5° 10′ 13″ est                        | « PA00116358 »                                          | Inscrit                                                 | 1927                                                    | Maison Bolli                                            |
| Maison Maron                                             | Chalamont                         | Rue des Halles                                          | 45° 59′ 47″ nord, 5° 10′ 11″ est                        | « PA00116357 »                                          | Inscrit                                                 | 1927                                                    | Maison Maron                                            |
| Maison Mingat                                            | Chalamont                         | Rue des Halles Rue Bellecour                            | 45° 59′ 47″ nord, 5° 10′ 12″ est                        | « PA00116359 »                                          | Inscrit                                                 | 1927                                                    | Maison Mingat                                           |
| Borne frontière de la Buna                               | Champfromier                      | La Buna                                                 | 46° 15′ 45″ nord, 5° 50′ 26″ est                        | « PA00116360 »                                          | Classé                                                  | 1926                                                    | Borne frontière de la Buna                              |
| Château de Dorches                                       | Chanay                            | La Dorches                                              | 45° 59′ 48″ nord, 5° 47′ 42″ est                        | « PA00116361 »                                          | Inscrit                                                 | 1927                                                    | Château de Dorches                                      |
| Château de Chanoz-Châtenay                               | Chanoz-Châtenay                   | Route du Château                                        | 46° 11′ 10″ nord, 5° 01′ 09″ est                        | « PA00116362 »                                          | Inscrit                                                 | 1987                                                    | Château de Chanoz-Châtenay                              |
| Chapelle Notre-Dame-de-Beaumont                          | La Chapelle-du-Châtelard          |                                                         | 46° 04′ 10″ nord, 5° 01′ 27″ est                        | « PA00116364 »                                          | Inscrit                                                 | 1979                                                    | Chapelle Notre-Dame-de-Beaumont                         |
| Église de l'Assomption                                   | Charnoz-sur-Ain                   |                                                         | 45° 52′ 14″ nord, 5° 13′ 27″ est                        | « PA00116363 »                                          | Inscrit                                                 | 1925                                                    | Église de l'Assomption                                  |
| Château de Châtillon-sur-Chalaronne                      | Châtillon-sur-Chalaronne          |                                                         | 46° 07′ 04″ nord, 4° 57′ 17″ est                        | « PA00116366 »                                          | Inscrit                                                 | 1927                                                    | Château de Châtillon-sur-Chalaronne                     |
| Église Saint-André-et-Saint-Vincent-de-Paul              | Châtillon-sur-Chalaronne          | Rue Guichenon Place de l'Église                         | 46° 07′ 09″ nord, 4° 57′ 25″ est                        | « PA00116367 »                                          | Classé                                                  | 1909                                                    | Église Saint-André-et-Saint-Vincent-de-Paul             |
| Halles de Châtillon-sur-Chalaronne                       | Châtillon-sur-Chalaronne          | Place des Halles                                        | 46° 07′ 08″ nord, 4° 57′ 25″ est                        | « PA00116368 »                                          | Classé                                                  | 1988                                                    | Halles de Châtillon-sur-Chalaronne                      |
| Hospice de Châtillon-sur-Chalaronne                      | Châtillon-sur-Chalaronne          | 52, place Saint-Vincent-de-Paul                         | 46° 07′ 09″ nord, 4° 57′ 18″ est                        | « PA00116369 »                                          | Classé                                                  | 1982                                                    | Hospice de Châtillon-sur-Chalaronne                     |
| Porte de Villars                                         | Châtillon-sur-Chalaronne          | 12, rue Victor-Hugo                                     | 46° 07′ 06″ nord, 4° 57′ 29″ est                        | « PA00116370 »                                          | Inscrit                                                 | 1926                                                    | Porte de Villars                                        |
| Église Saint-Irénée                                      | Châtillon-la-Palud                |                                                         | 45° 58′ 29″ nord, 5° 14′ 57″ est                        | « PA00116365 »                                          | Inscrit                                                 | 1966                                                    | Église Saint-Irénée                                     |
| Château de Mareste                                       | Chavannes-sur-Reyssouze           |                                                         | 46° 25′ 49″ nord, 5° 00′ 45″ est                        | « PA00116371 »                                          | Inscrit                                                 | 1969                                                    | Château de Mareste                                      |
| Église Saint-Jean-Baptiste                               | Chaveyriat                        |                                                         | 46° 11′ 49″ nord, 5° 03′ 45″ est                        | « PA00116374 »                                          | Inscrit                                                 | 1947                                                    | Église Saint-Jean-Baptiste                              |
| Château de Chazey-sur-Ain                                | Chazey-sur-Ain                    |                                                         | 45° 53′ 44″ nord, 5° 15′ 12″ est                        | « PA00116377 »                                          | Inscrit                                                 | 1987                                                    | Château de Chazey-sur-Ain                               |
| La Bâtie, dit donjon du Temple                           | Chazey-Bons                       | La Batie                                                | 45° 46′ 37″ nord, 5° 40′ 15″ est                        | « PA00116375 »                                          | Inscrit                                                 | 1973                                                    | La Bâtie, dit donjon du Temple                          |
| Maison Brillat                                           | Chazey-Bons                       | Cressieu                                                | 45° 48′ 08″ nord, 5° 41′ 35″ est                        | « PA00116376 »                                          | Inscrit                                                 | 1927                                                    | Maison Brillat                                          |
| Château des Éclaz                                        | Cheignieu-la-Balme                | Les Éclaz                                               | 45° 49′ 30″ nord, 5° 36′ 14″ est                        | « PA00116378 »                                          | Inscrit                                                 | 1988                                                    | Château des Éclaz                                       |
| Ferme de la Bourlière                                    | Chevroux                          | La Bourlière                                            | 46° 22′ 46″ nord, 4° 57′ 28″ est                        | « PA00116379 »                                          | Inscrit                                                 | 1925                                                    | Ferme de la Bourlière                                   |
| Ferme du Mont                                            | Chevroux                          | Le Mont                                                 | 46° 23′ 14″ nord, 4° 57′ 24″ est                        | « PA00116380 »                                          | Classé                                                  | 1980                                                    | Ferme du Mont                                           |
| Borne au Lion                                            | Chézery-Forens                    | La Borne du Lion-Magras                                 | 46° 15′ 53″ nord, 5° 52′ 10″ est                        | « PA00116403 »                                          | Classé                                                  | 1926                                                    | Borne au Lion                                           |
| Église Saint-Martin de Cleyzieu                          | Cleyzieu                          |                                                         | 45° 54′ 30″ nord, 5° 25′ 42″ est                        | « PA00116381 »                                          | Inscrit                                                 | 1969                                                    | Église Saint-Martin de Cleyzieu                         |
| Église Saint-Martin                                      | Coligny                           |                                                         | 46° 23′ 02″ nord, 5° 20′ 46″ est                        | « PA00116382 »                                          | Inscrit                                                 | 1984                                                    | Église Saint-Martin                                     |
| Moulin de Pertuizet                                      | Coligny                           |                                                         | 46° 22′ 16″ nord, 5° 18′ 34″ est                        | « PA01000013 »                                          | Classé                                                  | 2005                                                    | Moulin de Pertuizet                                     |
| Église Saint-Julien                                      | Condeissiat                       | Route de la Bresse                                      | 46° 09′ 35″ nord, 5° 04′ 46″ est                        | « PA00116383 »                                          | Inscrit                                                 | 1927                                                    | Église Saint-Julien                                     |
| Château de Loriol                                        | Confrançon                        | Route de Saint-Didier                                   | 46° 16′ 44″ nord, 5° 02′ 24″ est                        | « PA00132808 »                                          | Inscrit                                                 | 1994                                                    | Château de Loriol                                       |
| Camp des Portes                                          | Contrevoz                         | Les Portes                                              | 45° 46′ 56″ nord, 5° 38′ 40″ est                        | « PA00116384 »                                          | Classé                                                  | 1913                                                    | Camp des Portes                                         |
| Église Saint-Sébastien                                   | Conzieu                           |                                                         | 45° 43′ 40″ nord, 5° 36′ 24″ est                        | « PA00116385 »                                          | Classé                                                  | 1908                                                    | Église Saint-Sébastien                                  |
| Église de Saint-Maurice-d'Échazeaux                      | Corveissiat                       |                                                         | 46° 15′ 54″ nord, 5° 29′ 56″ est                        | « PA00116386 »                                          | Classé                                                  | 1941                                                    | Église de Saint-Maurice-d'Échazeaux                     |
| Ferme de la Forêt                                        | Courtes                           | La Forêt                                                | 46° 27′ 59″ nord, 5° 07′ 07″ est                        | « PA00116387 »                                          | Classé                                                  | 1930                                                    | Ferme de la Forêt                                       |
| Église Notre-Dame                                        | Crans                             |                                                         | 45° 57′ 42″ nord, 5° 12′ 47″ est                        | « PA00116388 »                                          | Inscrit                                                 | 1926                                                    | Église Notre-Dame                                       |
| Abbaye de Crottet                                        | Crottet                           | Rue Villa Croteldi                                      | 46° 16′ 43″ nord, 4° 53′ 32″ est                        | « PA00116389 »                                          | Inscrit                                                 | 1951                                                    | Abbaye de Crottet                                       |
| Château de Montvéran                                     | Culoz                             |                                                         | 45° 51′ 00″ nord, 5° 46′ 38″ est                        | « PA00116390 »                                          | Inscrit                                                 | 1946                                                    | Château de Montvéran                                    |
| Gare de Culoz                                            | Culoz                             | Place Pierre-Semard                                     | 45° 50′ 36″ nord, 5° 46′ 43″ est                        | « PA01000031 »                                          | Inscrit                                                 | 2009                                                    | Gare de Culoz                                           |
| Manoir de Malmont                                        | Curciat-Dongalon                  |                                                         | 46° 30′ 00″ nord, 5° 10′ 02″ est                        | « PA00116606 »                                          | Inscrit                                                 | 1990                                                    | Manoir de Malmont                                       |
| Calvaire de Curtafond                                    | Curtafond                         | Route du Village                                        | 46° 16′ 15″ nord, 5° 05′ 25″ est                        | « PA00116391 »                                          | Classé                                                  | 1933                                                    | Calvaire de Curtafond                                   |
| Villa Beaulieu                                           | Divonne-les-Bains                 |                                                         | 46° 21′ 25″ nord, 6° 08′ 37″ est                        | « PA00132809 »                                          | Inscrit                                                 | 1994                                                    | Villa Beaulieu                                          |
| Château de Dortan                                        | Dortan                            |                                                         | 46° 19′ 03″ nord, 5° 39′ 36″ est                        | « PA01000005 »                                          | Inscrit                                                 | 1997                                                    | Château de Dortan                                       |
| Château de Fléchères                                     | Fareins                           |                                                         | 46° 01′ 51″ nord, 4° 45′ 30″ est                        | « PA00116393 »                                          | Classé Inscrit                                          | 1985 2001                                               | Château de Fléchères                                    |
| Croix de chemin de Feillens                              | Feillens                          | Route de la Chapelle                                    | 46° 19′ 58″ nord, 4° 53′ 53″ est                        | « PA00116394 »                                          | Classé                                                  | 1927                                                    | Croix de chemin de Feillens                             |
| Château de Ferney-Voltaire                               | Ferney-Voltaire                   |                                                         | 46° 15′ 21″ nord, 6° 06′ 29″ est                        | « PA00116395 »                                          | Classé                                                  | 1958                                                    | Château de Ferney-Voltaire                              |
| Église Notre-Dame-et-Saint-André                         | Ferney-Voltaire                   | Rue de Gex                                              | 46° 15′ 27″ nord, 6° 06′ 29″ est                        | « PA00116396 »                                          | Classé                                                  | 1988                                                    | Église Notre-Dame-et-Saint-André                        |
| Fontaine de Ferney-Voltaire                              | Ferney-Voltaire                   | Rue de Meyrin                                           | 46° 15′ 20″ nord, 6° 06′ 39″ est                        | « PA00116397 »                                          | Inscrit                                                 | 1988                                                    | Fontaine de Ferney-Voltaire                             |
| Maison Racle                                             | Ferney-Voltaire                   | 33, rue de Genève                                       | 46° 15′ 16″ nord, 6° 06′ 50″ est                        | « PA00116398 »                                          | Inscrit                                                 | 1986                                                    | Maison Racle                                            |
| Maison de Loes                                           | Ferney-Voltaire                   | 7, rue de Meyrin                                        | 46° 15′ 19″ nord, 6° 06′ 39″ est                        | « PA00116399 »                                          | Inscrit                                                 | 1988                                                    | Maison de Loes                                          |
| Église Saint-Maurice                                     | Flaxieu                           |                                                         | 45° 48′ 33″ nord, 5° 44′ 01″ est                        | « PA00116400 »                                          | Inscrit                                                 | 1969                                                    | Église Saint-Maurice                                    |
| Sainte-Fontaine                                          | Flaxieu                           |                                                         | 45° 48′ 26″ nord, 5° 43′ 57″ est                        | « PA00116401 »                                          | Inscrit                                                 | 1926                                                    | Sainte-Fontaine                                         |
| Ferme du Tiret                                           | Foissiat                          | Le Tiret                                                | 46° 22′ 02″ nord, 5° 10′ 01″ est                        | « PA00116402 »                                          | Inscrit Classé                                          | 1925 1945                                               | Ferme du Tiret                                          |
| Église Saint-Pierre-et-Saint-Paul                        | Francheleins                      | Amareins                                                | 46° 04′ 35″ nord, 4° 47′ 40″ est                        | « PA00116287 »                                          | Inscrit                                                 | 1969                                                    | Église Saint-Pierre-et-Saint-Paul                       |
| Église Saint-Étienne                                     | Frans                             |                                                         | 45° 59′ 27″ nord, 4° 46′ 24″ est                        | « PA00116404 »                                          | Inscrit                                                 | 2008                                                    | Église Saint-Étienne                                    |
| Château de Chavagneux                                    | Genouilleux                       | Chavagneux                                              | 46° 07′ 36″ nord, 4° 47′ 51″ est                        | « PA00116405 »                                          | Inscrit                                                 | 1942                                                    | Château de Chavagneux                                   |
| Fontaine de Gex                                          | Gex                               | Grande-Rue                                              | 46° 20′ 04″ nord, 6° 03′ 26″ est                        | « PA00116406 »                                          | Inscrit                                                 | 1929                                                    | Fontaine de Gex                                         |
| Lavoir de Gex                                            | Gex                               | Place de l'Hôtel-de-Ville                               | 46° 20′ 02″ nord, 6° 03′ 30″ est                        | « PA00116407 »                                          | Inscrit                                                 | 1929                                                    | Lavoir de Gex                                           |
| Pont des Laboureurs                                      | Grièges                           |                                                         | 46° 16′ 05″ nord, 4° 52′ 13″ est                        | « PA01000048 »                                          | Inscrit                                                 | 2020                                                    | Pont des Laboureurs                                     |
| Château de la Tour de Grilly                             | Grilly                            |                                                         | 46° 19′ 53″ nord, 6° 06′ 52″ est                        | « PA00116408 »                                          | Inscrit                                                 | 1987                                                    | Château de la Tour de Grilly                            |
| Château de Groslée                                       | Groslée-Saint-Benoît              | Groslée                                                 | 45° 42′ 50″ nord, 5° 33′ 39″ est                        | « PA00116617 »                                          | Inscrit                                                 | 1992                                                    | Château de Groslée                                      |
| Château de Varepe                                        | Groslée-Saint-Benoît              | Varepe                                                  | 45° 43′ 10″ nord, 5° 34′ 38″ est                        | « PA00116409 »                                          | Inscrit                                                 | 1985                                                    | Château de Varepe                                       |
| Relais de poste de Guéreins                              | Guéreins                          |                                                         | 46° 06′ 25″ nord, 4° 46′ 49″ est                        | « PA00116410 »                                          | Inscrit                                                 | 1981 2016                                               | Relais de poste de Guéreins                             |
| Donjon de Buenc                                          | Hautecourt-Romanèche              |                                                         | 46° 09′ 29″ nord, 5° 24′ 27″ est                        | « PA00116411 »                                          | Inscrit                                                 | 1974                                                    | Donjon de Buenc                                         |
| Église Saint-Étienne                                     | Haut-Valromey                     | Petit-Abergement                                        | 46° 01′ 53″ nord, 5° 39′ 57″ est                        | « PA00116530 »                                          | Inscrit                                                 | 1973                                                    | Église Saint-Étienne                                    |
| Église Saint-Symphorien d'Illiat                         | Illiat                            |                                                         | 46° 11′ 23″ nord, 4° 53′ 19″ est                        | « PA01000026 »                                          | Inscrit                                                 | 2008                                                    | Église Saint-Symphorien d'Illiat                        |
| Église Notre-Dame-de-l'Assomption                        | Izernore                          |                                                         | 46° 13′ 13″ nord, 5° 33′ 20″ est                        | « PA00116412 »                                          | Inscrit                                                 | 1926                                                    | Église Notre-Dame-de-l'Assomption                       |
| Temple romain d'Izernore                                 | Izernore                          |                                                         | 46° 13′ 24″ nord, 5° 33′ 31″ est                        | « PA00116413 »                                          | Classé                                                  | 1840                                                    | Temple romain d'Izernore                                |
| Mémorial des enfants d'Izieu                             | Izieu                             | Lélinaz                                                 | 45° 39′ 19″ nord, 5° 38′ 39″ est                        | « PA00116609 »                                          | Inscrit                                                 | 1991                                                    | Mémorial des enfants d'Izieu                            |
| Église Notre-Dame-de-l'Assomption                        | Jassans-Riottier                  |                                                         | 45° 58′ 55″ nord, 4° 45′ 31″ est                        | « PA01000003 »                                          | Inscrit                                                 | 1996                                                    | Église Notre-Dame-de-l'Assomption                       |
| Manoir de la Rigaudière                                  | Jassans-Riottier                  | 1699 quai Maurice-Utrillo                               | 45° 58′ 09″ nord, 4° 45′ 21″ est                        | « PA01000002 »                                          | Inscrit                                                 | 1996                                                    | Manoir de la Rigaudière                                 |
| Château de Jasseron                                      | Jasseron                          |                                                         | 46° 13′ 00″ nord, 5° 20′ 03″ est                        | « PA00116414 »                                          | Inscrit                                                 | 1927                                                    | Château de Jasseron                                     |
| Habitat du premier âge féodal                            | Jasseron                          | Le Prieuré                                              | 46° 12′ 24″ nord, 5° 19′ 38″ est                        | « PA00116415 »                                          | Inscrit                                                 | 1984                                                    | Habitat du premier âge féodal                           |
| Château de Joyeux                                        | Joyeux                            |                                                         | 45° 57′ 58″ nord, 5° 05′ 56″ est                        | « PA01000022 »                                          | Classé                                                  | 2009                                                    | Château de Joyeux                                       |
| Château de la Tour-des-Échelles                          | Jujurieux                         |                                                         | 46° 02′ 18″ nord, 5° 24′ 37″ est                        | « PA00116416 »                                          | Inscrit Classé                                          | 1949 1977                                               | Château de la Tour-des-Échelles                         |
| Établissements C.J. Bonnet                               | Jujurieux                         | L'Usine Rue Côte-Letesier                               | 46° 02′ 32″ nord, 5° 24′ 32″ est                        | « PA01000011 »                                          | Inscrit                                                 | 2003                                                    | Établissements C.J. Bonnet                              |
| Tour de Cossieux                                         | Jujurieux                         |                                                         | 46° 02′ 01″ nord, 5° 25′ 46″ est                        | « PA00116417 »                                          | Inscrit                                                 | 1984                                                    | Tour de Cossieux                                        |
| Château de Montferrand                                   | Lagnieu                           |                                                         | 45° 54′ 14″ nord, 5° 20′ 46″ est                        | « PA00116607 »                                          | Inscrit                                                 | 1990                                                    | Château de Montferrand                                  |
| Maison Gallet (linteau incrusté dans le mur de l'église) | Lavours                           |                                                         | 45° 48′ 35″ nord, 5° 46′ 15″ est                        | « PA00116418 »                                          | Inscrit                                                 | 1933                                                    | Maison Gallet(linteau incrusté dans le mur de l'église) |
| Maison à pans de bois                                    | Lent                              | 544 Grande Rue                                          | 46° 07′ 16″ nord, 5° 11′ 42″ est                        | « PA00116419 »                                          | Inscrit                                                 | 1937                                                    | Maison à pans de bois                                   |
| Église de l'Assomption                                   | Lhuis                             |                                                         | 45° 44′ 46″ nord, 5° 32′ 05″ est                        | « PA00116420 »                                          | Classé                                                  | 1930                                                    | Église de l'Assomption                                  |
| Pierre à cupules                                         | Belley (originellement à Magnieu) | Parc Jean-Pierre-Camus du palais épiscopal de Belley    | 45° 45′ 27″ nord, 5° 41′ 25″ est                        | « PA00116421 »                                          | Classé                                                  | 1920                                                    | Pierre à cupules                                        |
| Chapelle Sainte-Claire                                   | Maillat                           |                                                         | 46° 07′ 39″ nord, 5° 32′ 11″ est                        | « PA00116422 »                                          | Inscrit                                                 | 1931                                                    | Chapelle Sainte-Claire                                  |
| Château de Coiselet                                      | Matafelon-Granges                 | Coiselet                                                | 46° 17′ 20″ nord, 5° 35′ 13″ est                        | « PA00116423 »                                          | Inscrit                                                 | 1983                                                    | Château de Coiselet                                     |
| Château de Meillonnas                                    | Meillonnas                        | Rue de l'Ancienne-Faïencerie                            | 46° 14′ 38″ nord, 5° 21′ 05″ est                        | « PA01000023 »                                          | Inscrit                                                 | 2007                                                    | Château de Meillonnas                                   |
| Église Saint-Oyen                                        | Meillonnas                        |                                                         | 46° 14′ 43″ nord, 5° 21′ 08″ est                        | « PA01000008 »                                          | Classé                                                  | 2002                                                    | Église Saint-Oyen                                       |
| Château de Montbriand                                    | Messimy-sur-Saône                 |                                                         | 46° 02′ 36″ nord, 4° 45′ 52″ est                        | « PA00116424 »                                          | Inscrit                                                 | 1989                                                    | Château de Montbriand                                   |
| Table d'orientation de Montrond                          | Mijoux                            | Le Chalet                                               | 46° 21′ 37″ nord, 6° 00′ 01″ est                        | « PA00116425 »                                          | Classé                                                  | 1936                                                    | Table d'orientation de Montrond                         |
| Calvaire-fontaine de Miribel                             | Miribel                           | Place Henri-Grobon                                      | 45° 49′ 26″ nord, 4° 57′ 05″ est                        | « PA00116426 »                                          | Inscrit                                                 | 1929                                                    | Calvaire-fontaine de Miribel                            |
| Carillon du Mas Rillier                                  | Miribel                           | Le Châtel                                               | 45° 49′ 44″ nord, 4° 57′ 00″ est                        | « PA00125734 »                                          | Inscrit                                                 | 1993                                                    | Carillon du Mas Rillier                                 |
| Église Saint-Martin                                      | Miribel                           |                                                         | 45° 49′ 43″ nord, 4° 57′ 51″ est                        | « PA00116427 »                                          | Classé                                                  | 1928                                                    | Église Saint-Martin                                     |
| Vierge du Mas Rillier                                    | Miribel                           | Le Châtel                                               | 45° 49′ 44″ nord, 4° 57′ 00″ est                        | « PA01000049 »                                          | Inscrit                                                 | 2020                                                    | Vierge du Mas Rillier                                   |
| Calvaire de Mogneneins                                   | Mogneneins                        |                                                         | 46° 08′ 25″ nord, 4° 48′ 40″ est                        | « PA00116610 »                                          | Inscrit                                                 | 1991                                                    | Calvaire de Mogneneins                                  |
| Château de Montplaisant                                  | Montagnat                         | Montplaisant                                            | 46° 10′ 21″ nord, 5° 17′ 38″ est                        | « PA00116428 »                                          | Inscrit                                                 | 1981                                                    | Château de Montplaisant                                 |
| Château de la Bâtie                                      | Montceaux                         |                                                         | 46° 05′ 44″ nord, 4° 49′ 29″ est                        | « PA00116429 »                                          | Inscrit                                                 | 2006                                                    | Château de la Bâtie                                     |
| Ensemble castral du Montellier                           | Le Montellier                     |                                                         | 45° 56′ 34″ nord, 5° 04′ 28″ est                        | « PA00116430 »                                          | Classé                                                  | 2003                                                    | Ensemble castral du Montellier                          |
| Église Saint-Pierre                                      | Monthieux                         |                                                         | 45° 57′ 24″ nord, 4° 56′ 24″ est                        | « PA00116431 »                                          | Inscrit                                                 | 1979                                                    | Église Saint-Pierre                                     |
| Chapelle Saint-Barthélémy                                | Montluel                          |                                                         | 45° 51′ 12″ nord, 5° 03′ 07″ est                        | « PA00116432 »                                          | Inscrit                                                 | 1930                                                    | Chapelle Saint-Barthélémy                               |
| Église Notre-Dame-des-Marais                             | Montluel                          |                                                         | 45° 51′ 07″ nord, 5° 03′ 28″ est                        | « PA00116433 »                                          | Inscrit                                                 | 1982                                                    | Église Notre-Dame-des-Marais                            |
| Hôtel de Condé                                           | Montluel                          | Grande-Rue 67                                           | 45° 51′ 03″ nord, 5° 03′ 18″ est                        | « PA00116435 »                                          | Inscrit                                                 | 1982                                                    | Hôtel de Condé                                          |
| Hôtel de Condé                                           | Montluel                          | Grande-Rue 71                                           | 45° 51′ 03″ nord, 5° 03′ 18″ est                        | « PA00116436 »                                          | Inscrit                                                 | 1975                                                    | Hôtel de Condé                                          |
| Hôtel de Condé                                           | Montluel                          | Grande-Rue 75                                           | 45° 51′ 03″ nord, 5° 03′ 18″ est                        | « PA00116434 »                                          | Inscrit                                                 | 1981                                                    | Hôtel de Condé                                          |
| Église Saint-Didier                                      | Montracol                         |                                                         | 46° 11′ 52″ nord, 5° 07′ 23″ est                        | « PA00116437 »                                          | Inscrit                                                 | 1927                                                    | Église Saint-Didier                                     |
| Ferme de Sougey                                          | Montrevel-en-Bresse               | Route du Sougey                                         | 46° 20′ 32″ nord, 5° 06′ 26″ est                        | « PA00116438 »                                          | Classé                                                  | 1946                                                    | Ferme de Sougey                                         |
| Manoir de la Charme                                      | Montrevel-en-Bresse               | Route de la Charme                                      | 46° 19′ 34″ nord, 5° 07′ 39″ est                        | « PA00116439 »                                          | Inscrit                                                 | 1987                                                    | Manoir de la Charme                                     |
| Grotte de la Bonne-Femme                                 | Murs-et-Gélignieux                | Le Molard                                               | 45° 38′ 18″ nord, 5° 37′ 55″ est                        | « PA00116349 »                                          | Classé Classé                                           | 1913 2011                                               | Grotte de la Bonne-Femme                                |
| Église Saint-Michel                                      | Nantua                            |                                                         | 46° 09′ 07″ nord, 5° 36′ 28″ est                        | « PA00116440 »                                          | Classé Inscrit                                          | 1907 2015                                               | Église Saint-Michel                                     |
| Château de Thol                                          | Neuville-sur-Ain                  |                                                         | 46° 03′ 57″ nord, 5° 22′ 06″ est                        | « PA00116443 »                                          | Inscrit                                                 | 1927                                                    | Château de Thol                                         |
| Château de la Tour (Ain)                                 | Neuville-sur-Ain                  | RN 84                                                   | 46° 04′ 33″ nord, 5° 22′ 27″ est                        | « PA01000019 »                                          | Inscrit                                                 | 2006                                                    | Château de la Tour (Ain)                                |
| Grotte de la Colombière                                  | Neuville-sur-Ain                  | La Colombière                                           | 46° 05′ 08″ nord, 5° 23′ 53″ est                        | « PA00116442 »                                          | Inscrit                                                 | 1946                                                    | Grotte de la Colombière                                 |
| Château de Chevigney                                     | Neuville-les-Dames                | Place du Chapitre                                       | 46° 09′ 46″ nord, 5° 00′ 08″ est                        | « PA00116441 »                                          | Inscrit                                                 | 1980                                                    | Château de Chevigney                                    |
| Église de Chavannes-sur-Suran                            | Nivigne-et-Suran                  |                                                         | 46° 15′ 48″ nord, 5° 25′ 38″ est                        | « PA00116372 »                                          | Inscrit                                                 | 1946                                                    | Église de Chavannes-sur-Suran                           |
| Maison du XVIe siècle                                    | Nivigne-et-Suran                  |                                                         | 46° 15′ 55″ nord, 5° 25′ 34″ est                        | « PA00116373 »                                          | Inscrit                                                 | 1947                                                    | Maison du XVIe siècle                                   |
| Chapelle de Mornay                                       | Nurieux-Volognat                  |                                                         | 46° 11′ 41″ nord, 5° 31′ 08″ est                        | « PA00116444 »                                          | Classé                                                  | 1982                                                    | Chapelle de Mornay                                      |
| Maison haute d'Ornex                                     | Ornex                             | 81, rue de la Tour                                      | 46° 16′ 15″ nord, 6° 05′ 46″ est                        | « PA01000039 »                                          | Inscrit                                                 | 2014                                                    | Maison haute d'Ornex                                    |
| Usine électrique la Grande Vapeur                        | Oyonnax                           | La Ville Rue Anatole-France                             | 46° 15′ 38″ nord, 5° 39′ 29″ est                        | « PA00116445 »                                          | Classé Inscrit                                          | 1988                                                    | Usine électrique la Grande Vapeur                       |
| Pierre à bassins de Bagneux                              | Parves-et-Nattages                | En Bagneux                                              | 45° 44′ 56″ nord, 5° 43′ 32″ est                        | « PA00116446 »                                          | Classé                                                  | 1913                                                    | Pierre à bassins de Bagneux                             |
| Pierre à bassins de Rosset                               | Parves-et-Nattages                | Sous Rosset                                             | 45° 45′ 00″ nord, 5° 44′ 19″ est                        | « PA00116447 »                                          | Classé                                                  | 1913                                                    | Pierre à bassins de Rosset                              |
| Château de Saix                                          | Péronnas                          | Chemin de Corbie                                        | 46° 09′ 52″ nord, 5° 13′ 26″ est                        | « PA00116448 »                                          | Inscrit                                                 | 1987                                                    | Château de Saix                                         |
|                                                          | Pérouges                          | Voir Liste des monuments historiques de Pérouges        | Voir Liste des monuments historiques de Pérouges        | Voir Liste des monuments historiques de Pérouges        | Voir Liste des monuments historiques de Pérouges        | Voir Liste des monuments historiques de Pérouges        | Voir Liste des monuments historiques de Pérouges        |
| Pigeonnier du Moulin Grand                               | Perrex                            | Les Prés Magnin                                         | 46° 15′ 14″ nord, 4° 56′ 08″ est                        | « PA00125735 »                                          | Classé                                                  | 1993                                                    | Pigeonnier du Moulin Grand                              |
| Abbaye de Saint-Sulpice                                  | Plateau d'Hauteville              | L'Abbaye, Thézillieu                                    | 45° 53′ 51″ nord, 5° 35′ 02″ est                        | « PA00132810 »                                          | Inscrit                                                 | 1994                                                    | Abbaye de Saint-Sulpice                                 |
| Église Saint-Pierre du Plantay                           | Le Plantay                        |                                                         | 46° 01′ 28″ nord, 5° 05′ 16″ est                        | « PA01000027 »                                          | Inscrit                                                 | 2008                                                    | Église Saint-Pierre du Plantay                          |
| Tour médiévale du Plantay                                | Le Plantay                        | Châtel                                                  | 46° 01′ 18″ nord, 5° 04′ 53″ est                        | « PA00116611 »                                          | Inscrit                                                 | 1991                                                    | Tour médiévale du Plantay                               |
| Château de Poncin                                        | Poncin                            |                                                         | 46° 05′ 13″ nord, 5° 24′ 38″ est                        | « PA00116531 »                                          | Inscrit                                                 | 1970                                                    | Château de Poncin                                       |
| Château de Pont-d'Ain                                    | Pont-d'Ain                        |                                                         | 46° 03′ 09″ nord, 5° 20′ 41″ est                        | « PA00116532 »                                          | Inscrit                                                 | 2004                                                    | Château de Pont-d'Ain                                   |
| Maison Racle                                             | Pont-de-Vaux                      | 53, rue Franche                                         | 46° 25′ 47″ nord, 4° 56′ 22″ est                        | « PA01000006 »                                          | Inscrit Classé                                          | 1997 1998                                               | Maison Racle                                            |
| Église Notre-Dame                                        | Pont-de-Veyle                     | Place de l'Église Rue Pierre-Goujon                     | 46° 15′ 49″ nord, 4° 53′ 21″ est                        | « PA01000028 »                                          | Inscrit                                                 | 2008                                                    | Église Notre-Dame                                       |
| Immeuble Dagallier                                       | Pont-de-Veyle                     | 61 Grande-Rue                                           | 46° 15′ 42″ nord, 4° 53′ 16″ est                        | « PA00116534 »                                          | Inscrit                                                 | 1972                                                    | Immeuble Dagallier                                      |
| Logis du gouverneur de Savoie                            | Pont-de-Veyle                     | Grande-Rue Place du Marché                              | 46° 15′ 48″ nord, 4° 53′ 17″ est                        | « PA00116535 »                                          | Inscrit                                                 | 1938                                                    | Logis du gouverneur de Savoie                           |
| Parc du château de Pont-de-Veyle                         | Pont-de-Veyle                     | 10 rue de la Poste                                      | 46° 15′ 57″ nord, 4° 53′ 05″ est                        | « PA00116533 »                                          | Inscrit                                                 | 1972 2020                                               | Parc du château de Pont-de-Veyle                        |
| Église de l'Assomption                                   | Prévessin-Moëns                   |                                                         | 46° 15′ 14″ nord, 6° 04′ 52″ est                        | « PA00116536 »                                          | Inscrit                                                 | 1982                                                    | Église de l'Assomption                                  |
| Église Saint-Julien-sur-Roche                            | Ramasse                           |                                                         | 46° 12′ 20″ nord, 5° 20′ 32″ est                        | « PA00116537 »                                          | Classé                                                  | 1945                                                    | Église Saint-Julien-sur-Roche                           |
| Tour de Deaul                                            | Revonnas                          |                                                         | 46° 09′ 46″ nord, 5° 19′ 49″ est                        | « PA01000009 »                                          | Inscrit                                                 | 2003                                                    | Tour de Deaul                                           |
| Ferme Coulas                                             | Reyssouze                         | Le Bourg (Le Curtil)                                    | 46° 26′ 08″ nord, 4° 55′ 20″ est                        | « PA00116538 »                                          | Inscrit                                                 | 1974                                                    | Ferme Coulas                                            |
| Croix de Rignieux-le-Franc                               | Rignieux-le-Franc                 | Place Principale                                        | 45° 56′ 26″ nord, 5° 11′ 22″ est                        | « PA00116539 »                                          | Classé                                                  | 1914                                                    | Croix de Rignieux-le-Franc                              |
| Château de Rossillon                                     | Rossillon                         |                                                         | 45° 49′ 55″ nord, 5° 35′ 45″ est                        | « PA01000015 »                                          | Inscrit                                                 | 2005                                                    | Château de Rossillon                                    |
| Église Saint-Pierre                                      | Rossillon                         |                                                         | 45° 49′ 55″ nord, 5° 35′ 45″ est                        | « PA00116540 »                                          | Inscrit                                                 | 1939                                                    | Église Saint-Pierre                                     |
| Église Saint-André                                       | Saint-André-de-Bâgé               | Chemin Vieux                                            | 46° 18′ 11″ nord, 4° 55′ 28″ est                        | « PA00116541 »                                          | Classé                                                  | 1840                                                    | Église Saint-André                                      |
| Église Saint-André                                       | Saint-André-le-Bouchoux           |                                                         | 46° 07′ 01″ nord, 5° 04′ 47″ est                        | « PA00116543 »                                          | Inscrit                                                 | 1947                                                    | Église Saint-André                                      |
| Motte castrale de Saint-André-de-Corcy                   | Saint-André-de-Corcy              | Rue de la Poype                                         | 45° 55′ 28″ nord, 4° 58′ 43″ est                        | « PA00116604 »                                          | Inscrit                                                 | 1989                                                    | Motte castrale de Saint-André-de-Corcy                  |
| Église Saint-André                                       | Saint-André-d'Huiriat             |                                                         | 46° 12′ 48″ nord, 4° 54′ 46″ est                        | « PA00116542 »                                          | Inscrit                                                 | 1947                                                    | Église Saint-André                                      |
| Château de La Bruyère                                    | Saint-Bernard                     | 48 quai Sainte-Catherine                                | 45° 57′ 06″ nord, 4° 44′ 10″ est                        | « PA01000007 »                                          | Inscrit                                                 | 1997                                                    | Château de La Bruyère                                   |
| Château de Saint-Bernard                                 | Saint-Bernard                     | Au Bourguignon 152, avenue Suzanne-Valadon              | 45° 56′ 40″ nord, 4° 43′ 58″ est                        | « PA00116614 »                                          | Classé                                                  | 1997                                                    | Château de Saint-Bernard                                |
| Ferme de la Grange du Clou                               | Saint-Cyr-sur-Menthon             | Allée du Clou                                           | 46° 17′ 08″ nord, 4° 59′ 10″ est                        | « PA00116615 »                                          | Classé                                                  | 1994                                                    | Ferme de la Grange du Clou                              |
| Ferme des Planons                                        | Saint-Cyr-sur-Menthon             | Route de la Mulatière                                   | 46° 17′ 02″ nord, 4° 58′ 55″ est                        | « PA00116544 »                                          | Classé                                                  | 1938                                                    | Ferme des Planons                                       |
| Ferme de Travernay                                       | Saint-Cyr-sur-Menthon             | Allée de Travernay                                      | 46° 17′ 39″ nord, 4° 58′ 29″ est                        | « PA00116545 »                                          | Inscrit                                                 | 1925                                                    | Ferme de Travernay                                      |
| Grange des Carrons                                       | Saint-Cyr-sur-Menthon             | Allée des Carrons                                       | 46° 17′ 13″ nord, 4° 59′ 15″ est                        | « PA00116546 »                                          | Inscrit                                                 | 1925                                                    | Grange des Carrons                                      |
| Château de Saint-Denis-en-Bugey                          | Saint-Denis-en-Bugey              |                                                         | 45° 56′ 57″ nord, 5° 20′ 02″ est                        | « PA00116547 »                                          | Classé                                                  | 1899                                                    | Château de Saint-Denis-en-Bugey                         |
| Ferme de Cossiat                                         | Saint-Didier-d'Aussiat            | Cossiat                                                 | 46° 18′ 27″ nord, 5° 03′ 39″ est                        | « PA00116548 »                                          | Inscrit                                                 | 1925                                                    | Ferme de Cossiat                                        |
| Église Sainte-Euphémie                                   | Sainte-Euphémie                   |                                                         | 45° 58′ 22″ nord, 4° 47′ 47″ est                        | « PA01000034 »                                          | Inscrit                                                 | 2012                                                    | Église Sainte-Euphémie                                  |
| Château de Sainte-Julie                                  | Sainte-Julie                      |                                                         | 45° 51′ 54″ nord, 5° 16′ 48″ est                        | « PA00116556 »                                          | Inscrit                                                 | 1984                                                    | Château de Sainte-Julie                                 |
| Château de Beaumont                                      | Saint-Étienne-sur-Chalaronne      | Beaumont                                                | 46° 09′ 28″ nord, 4° 51′ 32″ est                        | « PA01000020 »                                          | Inscrit                                                 | 2006                                                    | Château de Beaumont                                     |
| Moulin Tallard                                           | Saint-Étienne-sur-Chalaronne      | 389, chemin de Tallard                                  | 46° 09′ 40″ nord, 4° 50′ 36″ est                        | « PA01000040 »                                          | Inscrit                                                 | 2015                                                    | Moulin Tallard                                          |
| Ferme de Montjouvent                                     | Saint-Étienne-sur-Reyssouze       | Montjouvent                                             | 46° 23′ 12″ nord, 5° 01′ 30″ est                        | « PA00116549 »                                          | Inscrit                                                 | 1925                                                    | Ferme de Montjouvent                                    |
| Ferme de Pérignat                                        | Saint-Étienne-sur-Reyssouze       | Pérignat                                                | 46° 24′ 47″ nord, 5° 01′ 20″ est                        | « PA00116550 »                                          | Classé                                                  | 1981                                                    | Ferme de Pérignat                                       |
| Château de Beauretour                                    | Saint-Germain-les-Paroisses       |                                                         | 45° 46′ 53″ nord, 5° 37′ 25″ est                        | « PA01000010 »                                          | Inscrit                                                 | 2003                                                    | Château de Beauretour                                   |
| Four banal de Meyrieu                                    | Saint-Germain-les-Paroisses       | Meyrieu                                                 | 45° 46′ 41″ nord, 5° 36′ 46″ est                        | « PA00116551 »                                          | Inscrit                                                 | 1938                                                    | Four banal de Meyrieu                                   |
| Église de Saint-Germain-sur-Renon                        | Saint-Germain-sur-Renon           |                                                         | 46° 04′ 53″ nord, 5° 03′ 26″ est                        | « PA00116552 »                                          | Classé                                                  | 1945                                                    | Église de Saint-Germain-sur-Renon                       |
| Église Saint-Jean-Baptiste                               | Saint-Jean-sur-Reyssouze          |                                                         | 46° 23′ 48″ nord, 5° 03′ 46″ est                        | « PA00116555 »                                          | Inscrit                                                 | 1972                                                    | Église Saint-Jean-Baptiste                              |
| Motte castrale de Saint-Jean-de-Thurigneux               | Saint-Jean-de-Thurigneux          | Ligneux                                                 | 45° 57′ 47″ nord, 4° 53′ 01″ est                        | « PA00116605 »                                          | Inscrit                                                 | 1989                                                    | Motte castrale de Saint-Jean-de-Thurigneux              |
| Château de Varey                                         | Saint-Jean-le-Vieux               |                                                         | 46° 01′ 36″ nord, 5° 24′ 16″ est                        | « PA00116554 »                                          | Inscrit                                                 | 1983                                                    | Château de Varey                                        |
| Église Saint-Jean-Baptiste                               | Saint-Jean-sur-Veyle              | Place de l'Église                                       | 46° 15′ 26″ nord, 4° 54′ 53″ est                        | « PA00116553 »                                          | Inscrit                                                 | 1965                                                    | Église Saint-Jean-Baptiste                              |
| Église Saint-Julien                                      | Saint-Julien-sur-Veyle            | Rue du Village                                          | 46° 12′ 10″ nord, 4° 57′ 13″ est                        | « PA00116557 »                                          | Classé                                                  | 1945                                                    | Église Saint-Julien                                     |
| Pont Saint-Laurent                                       | Saint-Laurent-sur-Saône           |                                                         | 46° 18′ 18″ nord, 4° 50′ 13″ est                        | « PA00116558 »                                          | Classé                                                  | 1987                                                    | Pont Saint-Laurent                                      |
| Église Saint-Maurice                                     | Saint-Maurice-de-Gourdans         |                                                         | 45° 49′ 19″ nord, 5° 11′ 44″ est                        | « PA00116559 »                                          | Classé                                                  | 1909                                                    | Église Saint-Maurice                                    |
| Ferme Bourbon                                            | Saint-Nizier-le-Bouchoux          |                                                         | 46° 27′ 03″ nord, 5° 10′ 41″ est                        | « PA00116560 »                                          | Classé                                                  | 1944                                                    | Ferme Bourbon                                           |
| Église Saint-Nizier                                      | Saint-Nizier-le-Désert            |                                                         | 46° 03′ 19″ nord, 5° 08′ 55″ est                        | « PA00116561 »                                          | Inscrit                                                 | 1926                                                    | Église Saint-Nizier                                     |
| Château de Varax                                         | Saint-Paul-de-Varax               |                                                         | 46° 05′ 59″ nord, 5° 08′ 34″ est                        | « PA00116562 »                                          | Inscrit                                                 | 1981                                                    | Château de Varax                                        |
| Église Saint-Paul                                        | Saint-Paul-de-Varax               |                                                         | 46° 05′ 59″ nord, 5° 07′ 47″ est                        | « PA00116563 »                                          | Classé                                                  | 1908                                                    | Église Saint-Paul                                       |
| Abbaye de Saint-Rambert-en-Bugey                         | Saint-Rambert-en-Bugey            |                                                         | 45° 57′ 06″ nord, 5° 26′ 06″ est                        | « PA00116564 »                                          | Classé                                                  | 1945                                                    | Abbaye de Saint-Rambert-en-Bugey                        |
| Église Saint-Rémy                                        | Saint-Rémy                        |                                                         | 46° 11′ 19″ nord, 5° 10′ 05″ est                        | « PA00116565 »                                          | Inscrit                                                 | 1926                                                    | Église Saint-Rémy                                       |
| Église Sainte-Marie-Madeleine                            | Saint-Sorlin-en-Bugey             |                                                         | 45° 53′ 00″ nord, 5° 22′ 27″ est                        | « PA00116566 »                                          | Inscrit                                                 | 1938                                                    | Église Sainte-Marie-Madeleine                           |
| Fontaine-lavoir de Collonges                             | Saint-Sorlin-en-Bugey             | Collonges-Cornavin                                      | 45° 53′ 18″ nord, 5° 22′ 09″ est                        | « PA00116567 »                                          | Inscrit                                                 | 1973                                                    | Fontaine-lavoir de Collonges                            |
| Ferme des Broguets                                       | Saint-Sulpice                     | Chemin de Ravellin                                      | 46° 18′ 53″ nord, 5° 02′ 30″ est                        | « PA00116568 »                                          | Classé                                                  | 1931                                                    | Ferme des Broguets                                      |
| Ferme du Colombier                                       | Saint-Sulpice                     | Route de la Mairie                                      | 46° 19′ 14″ nord, 5° 02′ 21″ est                        | « PA00116569 »                                          | Classé                                                  | 1930                                                    | Ferme du Colombier                                      |
| Église Saint-Trivier                                     | Saint-Trivier-de-Courtes          |                                                         | 46° 27′ 33″ nord, 5° 04′ 58″ est                        | « PA00116570 »                                          | Inscrit                                                 | 1982                                                    | Église Saint-Trivier                                    |
| Ferme de Grandval                                        | Saint-Trivier-de-Courtes          | Grandval                                                | 46° 27′ 35″ nord, 5° 03′ 26″ est                        | « PA00116571 »                                          | Classé                                                  | 1981                                                    | Ferme de Grandval                                       |
| Ferme de Molardoury                                      | Saint-Trivier-de-Courtes          | Molardoury                                              | 46° 27′ 23″ nord, 5° 03′ 52″ est                        | « PA00116574 »                                          | Inscrit                                                 | 1925                                                    | Ferme de Molardoury                                     |
| Ferme de la Servette                                     | Saint-Trivier-de-Courtes          |                                                         | 46° 27′ 52″ nord, 5° 04′ 42″ est                        | « PA00116572 »                                          | Inscrit                                                 | 1944                                                    | Ferme de la Servette                                    |
| Ferme du Tremblay                                        | Saint-Trivier-de-Courtes          |                                                         | 46° 28′ 21″ nord, 5° 04′ 14″ est                        | « PA00116573 »                                          | Inscrit                                                 | 2003                                                    | Ferme du Tremblay                                       |
| Remparts de Saint-Trivier-sur-Moignans                   | Saint-Trivier-sur-Moignans        |                                                         | 46° 04′ 14″ nord, 4° 53′ 53″ est                        | « PA01000016 »                                          | Inscrit                                                 | 2005                                                    | Remparts de Saint-Trivier-sur-Moignans                  |
| Chapelle de Marcilleux                                   | Saint-Vulbas                      | Marcilleux                                              | 45° 48′ 19″ nord, 5° 16′ 41″ est                        | « PA00116575 »                                          | Classé                                                  | 1944                                                    | Chapelle de Marcilleux                                  |
| Calvaire de Dingier                                      | Salavre                           |                                                         | 46° 21′ 39″ nord, 5° 22′ 00″ est                        | « PA00116392 »                                          | Inscrit                                                 | 1951                                                    | Calvaire de Dingier                                     |
| Église Saint-Priest                                      | Sandrans                          |                                                         | 46° 03′ 49″ nord, 4° 58′ 52″ est                        | « PA00116576 »                                          | Inscrit                                                 | 1926                                                    | Église Saint-Priest                                     |
| Château de Juis                                          | Savigneux                         | Juis                                                    | 45° 59′ 06″ nord, 4° 51′ 03″ est                        | « PA00116577 »                                          | Inscrit                                                 | 1984                                                    | Château de Juis                                         |
| Château de la Serraz                                     | Seillonnaz                        |                                                         | 45° 48′ 05″ nord, 5° 29′ 24″ est                        | « PA00116578 »                                          | Inscrit                                                 | 1978                                                    | Château de la Serraz                                    |
| Gisement préhistorique de Sermoyer                       | Sermoyer                          | Les Charmes                                             | 46° 30′ 44″ nord, 4° 59′ 20″ est                        | « PA00116579 »                                          | Classé                                                  | 1978                                                    | Gisement préhistorique de Sermoyer                      |
| Menhir de Pierre Fiche                                   | Simandre-sur-Suran                |                                                         | 46° 13′ 51″ nord, 5° 25′ 19″ est                        | « PA00116580 »                                          | Classé                                                  | 1888                                                    | Menhir de Pierre Fiche                                  |
| Château de Longes                                        | Sulignat                          | Longes                                                  | 46° 11′ 06″ nord, 4° 58′ 34″ est                        | « PA00116612 »                                          | Inscrit                                                 | 1991                                                    | Château de Longes                                       |
| Grenier à sel de Surjoux                                 | Surjoux-Lhopital                  | Le Parc d'En-Bas, Surjoux                               | 46° 01′ 15″ nord, 5° 48′ 30″ est                        | « PA01000024 »                                          | Inscrit                                                 | 2007                                                    | Grenier à sel de Surjoux                                |
| Couvent des Ursulines                                    | Thoissey                          | Rue du Port                                             | 46° 10′ 19″ nord, 4° 48′ 02″ est                        | « PA00116581 »                                          | Inscrit                                                 | 1980                                                    | Image manquante Téléverser                              |
|                                                          | Trévoux                           | Voir Liste des monuments historiques de Trévoux         | Voir Liste des monuments historiques de Trévoux         | Voir Liste des monuments historiques de Trévoux         | Voir Liste des monuments historiques de Trévoux         | Voir Liste des monuments historiques de Trévoux         | Voir Liste des monuments historiques de Trévoux         |
| Église Saint-Laurent                                     | Val-Revermont                     | Pressiat                                                | 46° 19′ 24″ nord, 5° 23′ 06″ est                        | « PA01000029 »                                          | Inscrit                                                 | 2008                                                    | Église Saint-Laurent                                    |
| Chapelle Saint-Antoine et Saint-Maurice de Luthézieu     | Valromey-sur-Séran                | Luthézieu                                               | 45° 54′ 21″ nord, 5° 39′ 47″ est                        | « PA00116311 »                                          | Inscrit                                                 | 1975                                                    | Chapelle Saint-Antoine et Saint-Maurice de Luthézieu    |
| Aqueduc romain de Vieu                                   | Valromey-sur-Séran                | Vieu                                                    | 45° 53′ 52″ nord, 5° 40′ 58″ est                        | « PA00116602 »                                          | Classé                                                  | 1840                                                    | Aqueduc romain de Vieu                                  |
| Château de Mâchuraz                                      | Valromey-sur-Séran                | Clos de Machuraz, Vieu                                  | 45° 53′ 56″ nord, 5° 40′ 57″ est                        | « PA01000021 »                                          | Inscrit                                                 | 2006                                                    | Château de Mâchuraz                                     |
| Monument aux morts de Bellegarde-sur-Valserine           | Valserhône                        | Place Carnot, Bellegarde-sur-Valserine                  | 46° 06′ 30″ nord, 5° 49′ 32″ est                        | « PA01000046 »                                          | Inscrit                                                 | 2019                                                    | Monument aux morts de Bellegarde-sur-Valserine          |
| Château de Varambon                                      | Varambon                          |                                                         | 46° 02′ 26″ nord, 5° 18′ 50″ est                        | « PA01000025 »                                          | Inscrit                                                 | 2007                                                    | Château de Varambon                                     |
| Église Sainte-Madeleine de Varambon                      | Varambon                          |                                                         | 46° 02′ 28″ nord, 5° 18′ 58″ est                        | « PA01000035 »                                          | Inscrit                                                 | 2012                                                    | Église Sainte-Madeleine de Varambon                     |
| Église Saint-Hippolyte                                   | Verjon                            |                                                         | 46° 20′ 48″ nord, 5° 21′ 00″ est                        | « PA00116588 »                                          | Inscrit                                                 | 1980                                                    | Église Saint-Hippolyte                                  |
| Ferme Ferrand                                            | Vernoux                           |                                                         | 46° 28′ 52″ nord, 5° 05′ 13″ est                        | « PA00116589 »                                          | Classé                                                  | 1944                                                    | Ferme Ferrand                                           |
| Ferme Tricot                                             | Vernoux                           | Le Grand Colombier                                      | 46° 28′ 51″ nord, 5° 05′ 13″ est                        | « PA00116590 »                                          | Classé                                                  | 1932 1944                                               | Ferme Tricot                                            |
| Église Saint-Pierre-Saint-Paul                           | Versailleux                       |                                                         | 45° 58′ 49″ nord, 5° 06′ 19″ est                        | « PA00116591 »                                          | Inscrit                                                 | 1927                                                    | Église Saint-Pierre-Saint-Paul                          |
| Château de Vesancy                                       | Vesancy                           |                                                         | 46° 20′ 53″ nord, 6° 05′ 21″ est                        | « PA01000043 »                                          | Inscrit                                                 | 2016                                                    | Château de Vesancy                                      |
| Ferme de Loscelle                                        | Vescours                          |                                                         | 46° 28′ 24″ nord, 5° 01′ 54″ est                        | « PA00116592 »                                          | Classé                                                  | 1944                                                    | Ferme de Loscelle                                       |
| Ferme de Montalibord                                     | Vescours                          | Montalibord                                             | 46° 27′ 51″ nord, 5° 02′ 06″ est                        | « PA00116593 »                                          | Classé                                                  | 1974                                                    | Ferme de Montalibord                                    |
| Église de la Nativité-de-la-Sainte-Vierge                | Villars-les-Dombes                |                                                         | 46° 00′ 05″ nord, 5° 01′ 50″ est                        | « PA00116594 »                                          | Inscrit                                                 | 1927                                                    | Église de la Nativité-de-la-Sainte-Vierge               |
| Poype de Villars                                         | Villars-les-Dombes                |                                                         | 46° 00′ 11″ nord, 5° 01′ 46″ est                        | « PA00116595 »                                          | Classé                                                  | 1905                                                    | Poype de Villars                                        |
| Moulin de Pertuizet                                      | Villemotier                       |                                                         | 46° 22′ 16″ nord, 5° 18′ 34″ est                        | « PA01000012 »                                          | Classé                                                  | 2005                                                    | Moulin de Pertuizet                                     |
| Maison-forte de Villon                                   | Villeneuve                        |                                                         | 46° 03′ 11″ nord, 4° 50′ 38″ est                        | « PA00116608 »                                          | Classé                                                  | 1992                                                    | Maison-forte de Villon                                  |
| Château de Richemont (Villette-sur-Ain)                  | Villette-sur-Ain                  |                                                         | 46° 00′ 34″ nord, 5° 16′ 18″ est                        | « PA00116596 »                                          | Inscrit                                                 | 1927                                                    | Château de Richemont (Villette-sur-Ain)                 |
| Église Saint-Martin                                      | Villette-sur-Ain                  |                                                         | 45° 59′ 19″ nord, 5° 16′ 11″ est                        | « PA00116618 »                                          | Inscrit                                                 | 1992                                                    | Église Saint-Martin                                     |
| Château de Loyes                                         | Villieu-Loyes-Mollon              |                                                         | 45° 55′ 36″ nord, 5° 13′ 50″ est                        | « PA01000030 »                                          | Inscrit                                                 | 2008                                                    | Château de Loyes                                        |
| Château de Fleyriat                                      | Viriat                            |                                                         | 46° 13′ 40″ nord, 5° 12′ 36″ est                        | « PA01000038 »                                          | Inscrit                                                 | 2013                                                    | Château de Fleyriat                                     |
| Château d'Honoré d'Urfé                                  | Virieu-le-Grand                   |                                                         | 45° 50′ 54″ nord, 5° 38′ 55″ est                        | « PA00116597 »                                          | Inscrit                                                 | 1935                                                    | Château d'Honoré d'Urfé                                 |
| Maison Todeschini                                        | Virieu-le-Grand                   | Rue du Montet                                           | 45° 50′ 58″ nord, 5° 38′ 55″ est                        | « PA00116598 »                                          | Inscrit                                                 | 1927                                                    | Maison Todeschini                                       |
| Maison Mugnier                                           | Virieu-le-Grand                   | Rue du Montet                                           | 45° 50′ 58″ nord, 5° 38′ 56″ est                        | « PA00116599 »                                          | Inscrit                                                 | 1927                                                    | Maison Mugnier                                          |
| Chartreuse de Pierre-Châtel                              | Virignin                          |                                                         | 45° 42′ 38″ nord, 5° 43′ 24″ est                        | « PA00116600 »                                          | Classé                                                  | 1996 2015                                               | Chartreuse de Pierre-Châtel                             |
| Château de Béost                                         | Vonnas                            | Route de Neuville-les-Dames                             | 46° 11′ 45″ nord, 4° 59′ 41″ est                        | « PA01000044 »                                          | Inscrit                                                 | 2016                                                    | Château de Béost                                        |
| Église Saint-Oyen                                        | Vongnes                           |                                                         | 45° 48′ 45″ nord, 5° 43′ 29″ est                        | « PA00116601 »                                          | Inscrit                                                 | 1976                                                    | Église Saint-Oyen                                       |

## Anciens monuments historiques
| Monument      | Commune  | Adresse | Coordonnées                      | Notice         | Protection     | Date      | Illustration  |
| ------------- | -------- | ------- | -------------------------------- | -------------- | -------------- | --------- | ------------- |
| Moulin Girard | Montluel |         | 45° 51′ 16″ nord, 5° 03′ 20″ est | « PA01000032 » | Inscrit Annulé | 2009 2012 | Moulin Girard |